# Josefa Zapata
Josefa Zapata (7 dicembre 1960) è un'ex schermitrice messicana.

## Palmarès
In carriera ha conseguito i seguenti risultati:
- Giochi Panamericani:

L'Avana 1991: bronzo nella spada a squadre.